# غيسلين فورنير
غيسلين فورنير هو سياسي كندي، ولد في 26 أغسطس 1938 في باس سان ريمون في كندا. نشط حزبياً في الكتلة الكيبيكية. وقد انتخب عضو مجلس العموم الكندي عن دائرة Manicouagan (electoral district) ‏ وقد انضم خلال فترته النيابية ‏ للكتلة البرلمانية الكتلة الكيبيكية وانتخب عضو مجلس العموم الكندي عن دائرة Manicouagan (electoral district) ‏ وقد انضم خلال فترته النيابية ‏ للكتلة البرلمانية الكتلة الكيبيكية.